# Hastings Lionel Ismay
Hastings Lionel Ismay (Nainital (Brits-Indië), 21 juni 1887 - Stanton (Gloucestershire), 17 december 1965), was een Britse militair en bestuurder. Na de militaire academie van Sandhurst vocht hij tegen opstandige bergvolkeren aan de Afghaanse grens, en in Oost-Afrika tegen de Derwisjstaat.
Generaal Ismay vervulde staffuncties bij het Indisch opperbevel en als militair assistent van de Onderkoning. Tussendoor werkte hij vanaf 1926 enige jaren in Londen als ondersecretaris van de defensiecommissie van het Lagerhuis. Zo kwam hij in contact met Winston Churchill. De samenwerking werd hernieuwd toen Ismay in 1938 terugkeerde als secretaris van de commissie.
Premier geworden nam Churchill zelf de leiding van de Britse oorlogvoering op zich. Als rechterhand trok hij generaal Ismay aan, die stafchef werd. Daarnaast was hij militair secretaris van het oorlogskabinet. In deze beide functies was hij altijd aan de zijde van zijn premier.
In 1947 werd hij benoemd tot Baron Ismay van Wormington (in het graafschap Gloucester). In hetzelfde jaar werd Ismay stafchef van het Indische leger, tot aan de onafhankelijkheid van India, een jaar later. Hij was minister voor het Gemenebest toen hij in 1952 werd gekozen tot secretaris-generaal van de NAVO, de eerste in dat ambt.
Ismay omschreef het doel van de verdragsorganisatie als: "To keep the Russians out, the Americans in and the Germans down" ("De Russen eruit houden, de Amerikanen erin en de Duitsers eronder"). Wat dat laatste doel betreft: de belangrijkste gebeurtenis onder de leiding van Lord Ismay was de toetreding in 1955 van de Bondsrepubliek als volwaardig lid.
In het najaar van 1956 belandde de NAVO in een diepe crisis na de Brits-Franse interventie aan het Suezkanaal, die onder druk van de Verenigde Naties moest worden beëindigd. De Amerikanen, medelid in de NAVO maar onkundig van de Brits-Franse plannen, speelden een hoofdrol in de Veiligheidsraad.
Er werd een commissie-Pearson ingesteld om deze scheuring in het bondgenootschap te onderzoeken. De commissie kwam met een aantal aanbevelingen, waaronder het versterken van de politieke samenwerking en consultatie binnen de Navo. Lord Ismay besefte, dat de organisatie nu een staatsman nodig had in plaats van een militair als secretaris-generaal.
in april 1957 nam hij afscheid, en werd hij opgevolgd door de Belgische minister van buitenlandse zaken Paul-Henri Spaak. Nog eenmaal zag de wereld hem aan de zijde van Winston Churchill: op 30 januari 1965 was de generaal een van de twaalf slippendragers bij de staatsbegrafenis van de oorlogsleider in St. Pauls Cathedral. Nog datzelfde jaar stierf hij zelf.
Ismay · 
Spaak · 
Stikker · 
Brosio · 
Luns · 
Carington · 
Wörner · 
Claes · 
Solana · 
Robertson · 
De Hoop Scheffer · 
Rasmussen ·  
Stoltenberg ·  
Rutte